# 48ª Divisione macedone
La 48ª Divisione macedone, in cirillico 48ª македонска дивизија, in serbo-croato Četrdesetosme makedonska divizija, è stata una formazione militare dell'Esercito Popolare di Liberazione della Macedonia, dipendente a sua volta dall'Esercito Popolare di Liberazione della Jugoslavia, che venne costituita il 28 settembre 1944 per partecipare alla Seconda guerra mondiale sul Fronte jugoslavo.
La grande unità, formata con reparti partigiani macedoni, prese parte alla campagna di liberazione della Macedonia e quindi venne trasferita sul fronte principale nello Srem, contribuendo alla vittoria finale sul fronte jugoslavo.

## Storia
La divisione venne ufficialmente costituita il 28 settembre 1944 nel villaggio di Plasnica a Kičevo, in Macedonia raggruppando la 1ª Brigata macedone, la 6ª Brigata macedone, la 15ª Brigata macedone e la 4ª Brigata albanese; la nuova unità entrò a far parte dalla metà del mese di ottobre 1944, del XV Korpus macedone dell'Esercito Popolare di Liberazione della Jugoslavia. Il primo comandante della divisione fu Petar Brajović che in precedenza aveva comandato la famosa 1ª Brigata macedone-kosovara.

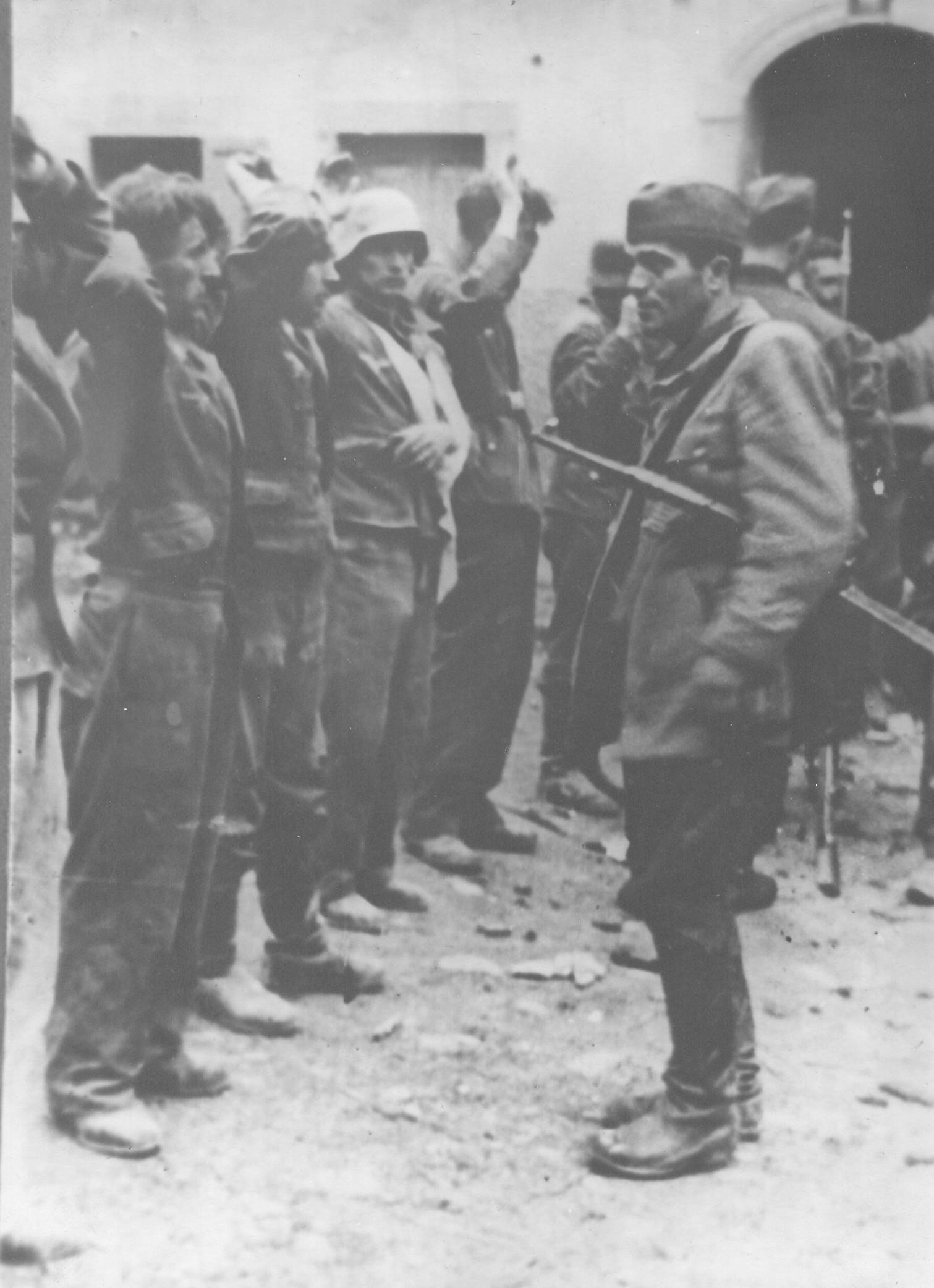
A destra Petar Brajović insieme ad un gruppo di prigionieri nemici.

La 48ª Divisione macedone prese parte alle operazioni finali di liberazione della Macedonia e ai combattimenti per cercare di intercettare le truppe tedesche del Gruppo d'armate E che battevano in ritirata verso nord dopo aver evacuato la Grecia; la divisione partecipò alla liberazione di Ohrid il 7 settembre 1944, di Struga l'8 settembre, e ai combattimenti nelle regioni di Kičevo e Gostivar. La forze partigiane macedoni riuscirono a liberare il territorio della madrepatria ma non poterono bloccare la ritirata tedesca.
Dopo la conclusione della guerra in Macedonia, la 48ª Divisione macedone venne aggregata, insieme alla altre divisioni formate dai partigiani macedoni, alle forze principali dell'Esercito popolare impegnato ormai in una guerra convenzionale contro l'esercito tedesco e le residue forze collaborazioniste. Ai primi di gennaio del 1945, la divisione venne rinforzata con l'aggiunta della 2ª Brigata macedone, della 14ª Brigata macedone e della 2ª Brigata d'artiglieria.
La 48ª Divisione macedone quindi venne schierata sul fronte dello Srem inquadrata nella 1ª Armata jugoslava di Peko Dapčević che suddivise le sue forze in tre raggruppamenti; la divisione entrò a far parte del "gruppo settentrionale" incaricato di sfondare le linee tedesche nel settore di Vukovar. L'offensiva sullo Srem ebbe inizio il 12 aprile 1945 e, dopo scontri prolungati e sanguinosi, i partigiani, tra cui i combattenti della 48ª Divisione macedone, riuscirono a sfondare e iniziarono l'avanzata finale. Dopo la liberazione di Zagabria, il 9 maggio 1945, la 48ª Divisione macedone continuò ad avanzare insieme ad altre tre divisioni della 1ª Armata e raggiunse Celje e Dravograd.
Durante la marcia di ritorno in Macedonia, la 48ª Divisione macedone venne ancora impegnata in combattimento in Bosnia-Erzegovina contro gli ultimi gruppi di cetnici e ustaša ancora attivi in quel territorio; i macedoni presero parte ai rastrellamenti finali che si conclusero con la distruzione e l'annientamento dei residui gruppi collaborazionisti.